# Църни връх (община Вранска баня)
Църни връх или Черни връх (на сръбски: Црни Врх или Crni Vrh) е село в Югоизточна Сърбия, Пчински окръг, Град Враня, община Вранска баня.

## География
Селото е разположено в югозападните склонове на планината Бесна кобила, във водосборния басейн на Банската река. Намира се на 17 километра югоизточно от общинския център Вранска баня, източно от село Първонек и западно от село Бабина поляна.

## История
По време на Първата световна война селото е във военновременните граници на Царство България, като административно е част от Вранска околия на Врански окръг.

## Население
Според преброяването на населението от 2011 г. селото има 15 жители.

### Етнически състав
Данните за етническия състав на населението са от преброяването през 2002 г.
- сърби – 32 жители (100%)

## Личности
Починали в Църни връх
- Панде Илиевски (1923 – 1944), югославски партизанин и деец на комунистическата съпротива във Вардарска Македония